# 南綠北藍
南綠北藍是臺灣政治術語，是媒體約於2000年總統大選前後提出的新名詞，意指台灣西部縣市以濁水溪為界，南方的縣市泛綠陣營選舉支持率較高，北方則是泛藍陣營選舉支持率較高。該情形並非解嚴後即有，而是2000年後才定型的，後來亦發展出藍天綠地等意思相近的說法。另外，從南綠北藍一詞衍伸出來的「跨越濁水溪」已經成為臺灣民主化後兩大政治陣營獲得多數選民支持的象徵指標（參見臺灣選舉地理）。惟在最近幾次縣市長大選及總統大選後，分別由中國國民黨與民主進步黨取得壓倒性勝利，且北、中、南都會區均出現大量的中間選民，同時無黨籍與新興政黨人士當選機會增加，故有關現象效應已減少。

## 圖示
| 2000年總統大選                                            | 2004年總統大選 | 2008年總統大選 | 2012年總統大選 |
| --------------------------------------------------------- | -------------- | -------------- | -------------- |
|                                                           |                |                |                |
| 2016年總統大選                                            | 2020年總統大選 | 2024年總統大選 |                |
|                                                           |                |                |                |
| 得票數領先之政黨： 民主進步黨 中國國民黨 宋楚瑜（无党派） |                |                |                |

| 2001年立委選舉 | 2004年立委選舉 | 2005年國代選舉 | 2008年立委選舉 |
| --- | -------------- | -------------- | -------------- |
| |                |                |                |
| 2012年立委選舉 | 2016年立委選舉 | 2020年立委選舉 | 2024年立委選舉 |
| |                |                |                |
| 得票數領先之政黨： 民主進步黨 中國國民黨 親民黨 新黨（2001年、2004年）／時代力量（2016年） 台灣基進 無黨團結聯盟 無黨籍 |                |                |                |

| 2001年縣市長選舉                                                                                  | 2005年縣市長選舉   | 2009年縣市長選舉 2010年直轄市長選舉 | 2014年地方首長選舉 |
| ------------------------------------------------------------------------------------------------- | ------------------ | ----------------------------------- | ------------------ |
|                                                                                                   |                    |                                     |                    |
| 2018年地方首長選舉                                                                                | 2022年地方首長選舉 |                                     |                    |
|                                                                                                   |                    |                                     |                    |
| 得票數領先之政黨： 民主進步黨 中國國民黨 台灣民眾黨 親民黨 新黨 無黨籍 2001年及2005年直轄市無選舉 |                    |                                     |                    |

## 原因
傳統上比較支持國民黨的臺灣人外省和客家族群多居住在臺灣桃竹苗和大台北，另部分觀點認為2000年以前國民黨政府時期重北輕南的政策是造成北藍南綠的情況。
部分原因也是因為戒嚴時期的“黨外”和以前的民進黨，數十年以來都習慣只用臺灣閩南語來動員群眾吸引選民，這自然會造成“外省裔台灣人”、“客家裔臺灣人”與“臺灣原住民”的選民，長期以來就自然會排斥“閩南黨”、“河洛黨”，解嚴後多次抗爭反對台語正名運動與定位爭議，其中原住民團體多次爭取自治權，外省團體則是多次維護眷村文化，而客家團體多次強調客家歷史詮釋權，也長期捍衛客語、原住民族語等等，又泛綠數十年來往往只強調“台灣主體性”、“台獨”，自然就會把金門選票與馬祖選票排斥在外。
所以“泛綠選票”長期以來就只能侷限在較通行臺灣閩南語的南部平原地區與宜蘭縣的平原鄉鎮地區，而在外省眷村村里、與台灣桃竹苗地區的客家鄉鎮，與全國的原住民鄉、山地原住民區，與北北基桃都會區、以及各族群都相對均衡，台灣閩南人並不佔優勢的花東地區，這些較通行華語丶客語、原住民族語等等的地方選票，自然也往往偏泛藍，這是“黨外”到早期民進黨自己造成的歷史包袱，直到蔡英文就任黨主席後，逐漸改變民進黨的選舉語言策略，不再那麼排斥華語，情況也才略有好轉。

## 侷限性
「南綠北藍」的說法常被認為缺乏準確性。學界認為南綠北藍現象屬於可塑性面积单元问题（MAUP）的陷阱。意即，若一樣的數據細畫為鄉鎮、甚至村里層級呈現，就會得到截然不同的結果。
以近年幾次大選為例：以縣(市)級來看，舉基隆市、臺北市、新北市、桃園市、新竹縣市、與苗栗縣等北部地區及離島的澎湖縣被認為是泛藍優勢的地區為典例。新竹市香山區、臺北市士林區、大同區，新北市三重區、蘆洲區、新莊區、泰山區、五股區、樹林區、鶯歌區、金山區、平溪區、板橋區、石碇區、坪林區、貢寮區、桃園市新屋區、觀音區、大園區、蘆竹區等區是泛綠佔優勢之處，使得一個縣市因鄉鎮市內族群的不同，產生兩極的政治色彩，新竹市早期為泛藍優勢之處，但自從新竹科學工業園區落成後，吸引大量南部縣市民眾定居，故明顯淡化了傳統上藍大於綠的結構，當今新竹市藍綠結構大致均等。苗栗的綠營支持者主要分布於海線，如：竹南、後龍鎮、通霄及苑裡等閩南人居多之處。澎湖縣湖西鄉、望安為綠營優勢區。
而雲林縣、嘉義縣、嘉義市、臺南市、高雄市、屏東縣等南部地區及北部的宜蘭縣被認為是泛綠優勢的地區，其中宜蘭的宜蘭市、頭城鎮、南澳鄉、大同鄉、高雄市左營區、美濃區、甲仙區、那瑪夏區、桃源區、茂林區、臺南市東區、新營區、楠西區、嘉義市東區、雲林縣斗六市、臺西、屏東縣屏東市、琉球鄉、山地原住民鄉以及原住民族公法人，由於外省人與原住民或客家意識強烈的客家人偏多，不少選舉中該地是泛藍勝出。

由此可見，「南綠北藍」一詞通常在形容採選舉模式採單一選區相對多數決制（Plurality with Single-Member-District System，Plurality-SMD）時較具參考價值，但對於實施比例代表制（不分區立法委員、任務型國大代表）或複數選區制（原住民族立法委員、縣市議員）及地方選舉（鄉鎮市市長、鄉鎮市民代表、村里長等）而言，則幾無參考價值。

## 其他劃分
「南綠北藍」的說法被視為非常不精確的劃分，事實上有更多更精確的政治版圖分析法。

### 依族群分佈劃分
「南綠北藍」有很大一部分起源於台灣「南部閩南；北部少數族群」的人口分布。因為包括外省、客家和原住民在內的少數族群主要分布在北部。無論南北，以外省人為主體的眷村和原住民部落投票傾向皆壓倒性的偏向泛藍，而且北部的客家族裔也較偏藍：另外閩南族群則較偏向泛綠，且閩南族群在南部縣市佔的人口比例較高。一般所謂的台灣四大族群分別為：
- 閩南族群：泛綠稍佔上風，非正式統計，藍綠的支持度比例，約為40:60，某種程度上，臺灣閩南語在解嚴後常跟泛綠及台獨等形象相互連結。[16][17]事實上，全台各地的閩南人普遍倒向綠營，而許多為閩南人壓倒性優勢的鄉鎮，卻由泛藍領先，例如:新北市的三芝區、石門區、瑞芳區，台中市的外埔區，彰化縣的線西鄉、埔鹽鄉、二林鎮、大城鄉、花壇鄉、伸港鄉，南投縣的南投市、集集鎮、鹿谷鄉、草屯鎮，雲林縣的台西鄉，台南市的楠西區，屏東縣的琉球鄉，台東縣的綠島鄉，澎湖縣的七美鄉等。
- 客家族群：最符合南綠北藍的現象，桃竹苗地區和東部的客家人一般較為偏藍[註 1]，非正式統計，藍綠比約為70:30。南部地區客家人因為人口較少，和閩南裔的同化程度較高，所以投票傾向也和閩南裔相近[註 2]，藍綠比約為40:60。但就客家人整體而言，投票傾向仍然較偏泛藍。[19]
- 外省人：壓倒性傾向泛藍。[20]金門民眾雖多為閩南人（烏坵屬於莆仙人[21]），但屬福建，不屬台灣，[22]連江縣跟金門同樣，差別是屬閩東人[21]，亦壓倒性傾向泛藍。[23]
- 原住民：泛藍佔明顯優勢，非正式統計，以歷屆立委選舉的山地及平地原住民的紀錄而言，藍綠約是3:1。[24]

### 依選舉層級劃分
就往年經驗論之，層級越低的選舉，支持泛藍的比例越高，例如村里長選舉、鄉鎮市長選舉及鄉鎮市民代表選舉中，泛藍仍具多半優勢，而縣市議員等級以上的選舉，選民通常較注重候選人特質、經歷及操守。在立法委員、縣市長選舉之中，藍綠比大致呈現五五波；在總統層級的選舉，2000年及2004年泛綠皆勝過泛藍。最可能的原因是愈接近基層的選舉，地方人際網絡的影響越大（尤其是在人情味較濃厚的鄉區），而泛藍在此佔據優勢；另一個可能原因是泛綠支持者中，有較多的年輕人，年輕人往往離鄉工作，不常返鄉，他們通常只願意在較高層級的選舉中返鄉投票。

### 依都會化及教育程度劃分
從整體統計數據來看，都會化、教育程度中高者較偏藍，不過教育程度極高與低者多為偏綠。
但這也是假象，由於戒嚴時代部分政策和政府資源分配長期重北輕南的歷史因素，外省和客家族群普遍都市化程度較高，並連帶地具有較高的教育程度。實際上，外省族群和原住民無論在都市、鄉村，外省族群無論學歷，都是壓倒性深藍，可見都市化和教育程度更多是作於族群因素的代理。
也有看法認為，如果將各族群獨立看待，則每個族群內部的情況幾乎剛好相反（最多說教育程度中間者偏藍，較高及較低略綠；如醫師、司法官、律師、勞工、農民，文創（政治稱文藝界）偏綠；軍公教、中產階級、臺商、演藝界、華僑偏藍）。這是因為明顯偏藍的外省族群都會化程度非常高，相較其他族群受高等教育機會也高很多，把台灣人高社經地位者的泛綠及台獨傾向給掩蓋掉。
臺北市與彰化縣是很好的例子，臺北市的閩南人族群以支持泛綠居多，相對的，彰化縣的閩南人族群則是支持泛藍居多；而臺北市的都會化程度及平均教育程度較高、彰化縣則相反，彰化縣的群眾支持影響因素以地方派系的意向較深。而事實上，臺北市除了外省人之外，各族群都比其他地方綠很多。
醫師也是一個很明顯的例子，由於過去臺灣社會醫生地位極高，因此無論男女貧富，只要能考取醫學系，家中通常會盡全力支援，幾乎不會因為家境或性別而放棄學業（通常能輕易找得到資助管道）；也造成臺灣醫師族群比例最接近臺灣實際族群比例，同時臺灣醫師界也明顯偏綠。
在2008年立委選舉時，同時舉辦反貪腐公投，由於民進黨支持者視反貪腐公投為立院擴權公投，因此很可能投下反對票，而後統計數據顯示都會區選民在此公投案投反對票的比例較高；因此可以證明民進黨是以都會區本省選民為支持主力。

### 依選民意識形態劃分
台灣沒有傳統上左派與右派之分，藍綠內部各有左翼和右翼，國民黨在思想上是三民主義，在經濟上基本是左右不分，但傾向德國式國家社會主義；在社會議題上國民黨傾向保守，主張反廢死，擁核，以核養綠，進一步減碳，但確實有部分人支持同性婚姻，主要由年輕人和北北基桃都會區的民眾組成，也獲得泛藍同性戀族群支持，左傾泛藍成立婦聯會跟現代婦女基金會。民進黨則在思想上是台灣主體性，經濟、社會議題上偏左傾，執政傾向右傾，主張反核，非核家園，支持LGBT，也是有LGBT跟其他社會議題上激進保守的長老會支持。泛綠左右派都一致反中傾向，少數人進一步主張金馬放棄論，知中派屬於非主流。是以統獨之分，區分統派（偏華統或其他形式）與獨派，獨派又有分兩種，台獨（制憲建國）跟華獨（修憲國家正常化），以及維持現狀各自認知不同，泛藍的九二共識跟泛綠的一邊一國或兩國互不隸屬，在國族認同方面，泛藍主張自己是臺灣人也是中國人，泛綠主張自己是臺灣人，不認同是中國人。
一般來說，支持台獨者明顯傾向泛綠，支持統一者明顯傾向泛藍。前者以閩南人居多，後者以外省人居多。

## 藍綠支持基礎
- 泛藍：軍公教較傾向泛藍，而本省軍公教大多也是出身非都會區居民；其中客家族群因為既有的閩客對抗（一般客家菁英認為民進黨為閩南人的政黨），使得他們比閩南族群藍一點；而外省人大多支持泛藍；原住民也傾藍。其中新黨則是更傾向外省族群、軍公教的特性。[62]親民黨則是由原國民黨主力宋楚瑜脫黨創立的政黨，路線及理念上趨近國民黨，[63]無黨團結聯盟則在國民黨立場相近，[64]長期與泛藍友善[65]，勞動黨相對偏左翼，有機會接收泛綠勞工階級[66][67]，中國民眾黨被歸類這類[68]，台灣工黨偏思想類似[69]，中國青年黨解嚴前就存在，2018年後再度活動
- 泛綠：民進黨具有小市民及自由派政黨特色；本省族群是以非軍公教的都市居民為主，社會經濟地位較低的閩南族群大多也可能因為對國民黨過去的一黨獨大不滿而轉向支持民進黨等相關泛綠政黨。台聯則是有機會接收國民黨本土派[70]，但其政治資源只能少量接收，自太陽花運動爆發許多新興政黨， 時代力量，台灣基進，社會民主黨，他們長期與泛綠友善，[71]小民參政歐巴桑聯盟是地方媽媽組成的政黨，而受到關注。[72]台澎黨跟喜樂島聯盟則是激進獨派[73][74]

各政黨努力爭取的選民是以立場較為客觀及對事不對人（黨）的中間選民（游離選票）為主；他們被定義為中間選民的明顯例子是2020年總統大選：蔡英文能拿到史上最高票的原因就在於這些選民的支持。

## 二、三次政黨輪替後
2008年立委選舉及總統大選中，國民黨在北臺灣大勝，雲林北港溪以北民進黨均只以未過半之選票得到兩席立法委員（三蘆地區的余天及林淑芬），嘉義地區也僅由張花冠以不到兩萬票之差奪下山線一席。國民黨在綠營傳統票倉的南部縣市亦有斬獲，例如總統候選人馬英九在舊臺南市及舊高雄市分別奪下約51%的選票。然而由於馬政府上任後發生莫拉克風災、美牛、ECFA協定與花博等一系列施政缺失，使得翌年縣市長選舉國民黨失去具指標性的宜蘭縣。2010年在數次區域立委補選爆冷落敗外，同年直轄市長選舉得票又大幅流失，使得媒體認為「南綠北藍」的界線開始北移。
2012年總統與立委合併選舉中，泛綠陣營席次與上屆相較略有斬獲，南部選情方面，除擴大在台南五個選區的領先幅度外，在高雄市亦從泛藍陣營手中奪回第一（旗美）、二（岡山）、六（東三民）、七（苓雅）及高八區（鳳山）等五區，然失掉的高九區（鎮港）則被認為是泛綠分裂（時任市議員陳致中與時任立委郭玟成爭食票源）所致。屏東、嘉義縣、雲林則維持原席次分布，但得票率顯著拉近與泛藍陣營的差距；民進黨也於本屆奪回2008年嘉義市泛綠分裂而丟失的一席區域立委席次。濁水溪以北僅彰四區（員林）、中一區（清水）、中六區（中西東南）、北二區（大同）及宜蘭翻盤，其餘選區僅是拉近票數差距。
2014年縣市長選舉中，因馬英九政府的施政表現不佳，加上同年服貿協定爭議引發太陽花學運，導致國民黨於此役慘敗，民進黨主政的縣市版圖大幅增長，贏得基隆市、桃園市、新竹市、台中市、彰化縣、嘉義市、澎湖縣，和民進黨整合的無黨籍醫師柯文哲亦順利奪下首都台北市，傳統北藍南綠現象瞬間遭到顛覆。
2016年立委選舉中，國民黨版圖大幅萎縮，僅固守中永和及新店、竹苗地區、中壢平鎮、台中屯區、山線及大烏龍區、彰一區、南投縣以及山區。同日舉行的總統大選中，國民黨僅守住花東及金馬等傳統深藍票倉。
2018年縣市長選舉中，國民黨除了收復2014年縣市長選舉失去的中部和東部縣市，同時雲林縣長候選人張麗善與國民黨高雄市長候選人韓國瑜分別擊敗尋求連任的雲林縣長候選人李進勇與民進黨高雄市長候選人陳其邁，不僅分別拿下民進黨執政超過十三年的綠營票倉雲林縣與近二十年來都是民進黨執政的傳統深綠票倉高雄市，更成功將亦為傳統深綠票倉之台南市得票率差距壓縮在負百分之五以內，又再次突破了南綠北藍現象。
2020年總統與立委合併選舉中，大致延續2016年綠大於藍的版圖，國民黨總統候選人韓國瑜在台灣西部僅以低空守住藍化程度較高之新竹縣及苗栗縣；另在立委方面，國民黨收復新竹市及彰三區，東部則以不到一萬票之差距由傅崐萁奪回長期優勢的花蓮縣（直至2021年傅才重返國民黨），儘管國民黨的立委席次小幅增長，但多個傳統藍營勢力長期盤據的選區均告落敗（如：北四區、中二區、中五區、彰一區）。
2022年縣市長選舉中，國民黨收復臺北市、桃園市兩個直轄市以及基隆市一個市，並大致維持在地方首長選舉的優勢版圖。與此同時民進黨不僅沒能收復深綠色彩淡化之綠營票倉雲林縣取回傳統濁水溪分界線外，作為傳統綠營票倉屏東縣與綠化程度極高之深綠票倉臺南市雖然維持執政，但此二縣市卻險些遭到國民黨翻盤顛覆，民進黨在台南市的選情更是跌破眾人眼鏡的險勝，民進黨台南市長候選人黃偉哲僅小勝國民黨台南市長候選人謝龍介5.17個百分點共4萬6千多票數差，創下自台南縣市合併升格後兩黨史上最小得票差，南部深綠色彩淡化。
2024年中華民國總統副總統及立法委員選舉，藍綠版圖已達勢均力敵的局面，國民黨總統候選人侯友宜僅再收復基隆市與南投縣。然而國民黨在區域立委席次大幅增加，其中桃園市六席全壘打，新北市勢均力敵，台北市與台中市逆轉為藍大於綠；此外，亦成功收復基隆市、雲一區，以及綠營分裂的臺東縣、投二區。
2025年大罷免，國民黨24席立委罷免案於7月26日進行首波投票，最終結果全數不通過。